# Hamma
Hamma ist ein Ortsteil der Landgemeinde Stadt Heringen/Helme im thüringischen Landkreis Nordhausen.

## Geographische Lage

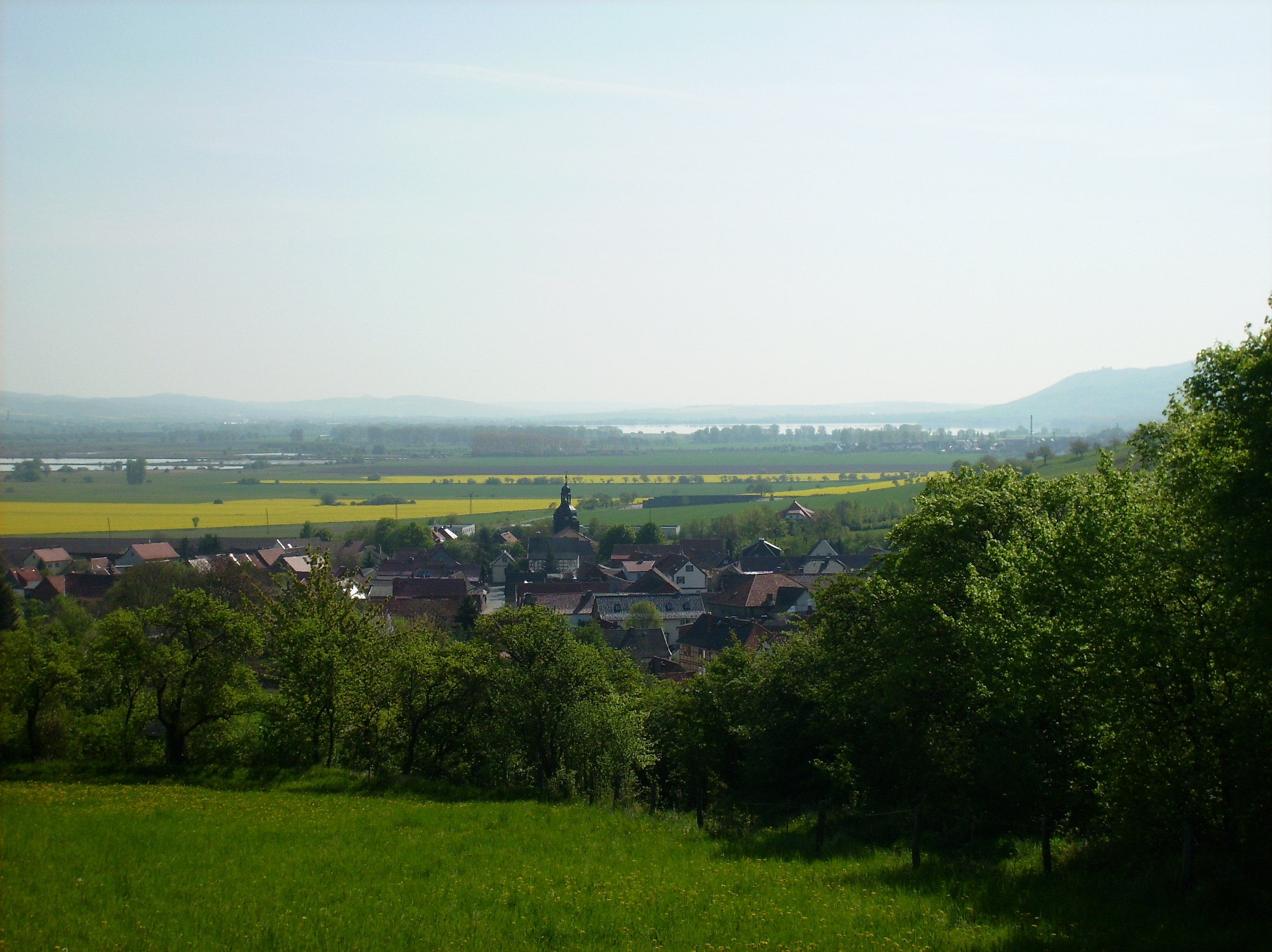
Blick auf Hamma

Hamma liegt knapp 11 km südöstlich der Kreisstadt Nordhausen. Der Ort befindet sich an der Nordabdachung des Höhenzugs Windleite mit den südlich des Dorfs gelegenen Wernsbergen (Gartenberg; max. 347,8 m ü. NN); jenseits davon erhebt sich an der Gemarkungsgrenze der Hammaer Steinberg (360,2 m ü. NN), auf welchem bis in die 70er Jahre ein großer Signalturm des dortigen Trigonometrischen Punktes stand. Westlich von Hamma auf dem Passberg (353 m ü. NN) stand zur selben Zeit ein ähnlicher großer TP-Turm.
Die Windleite bildet um das Tal des Hammaer Baches eine Bucht, d. h. im Süden des Ortes erhebt sich der Wernsberg, während im Westen die östlichen Ausläufer des Passberges eine Hochfläche bilden. Hier endet die Kelbraer Störungslinie, welche von Nordhang des Rothenburgberges bei Kelbra im Osten bis ins Hammatal im Westen reicht, die dominierende herzynische Streichung (Ost-Südost Richtung West-Nordwest) der Hermudurischen Scholle (Kyffhäuser + Windleite) unterbricht und in diesem Abschnitt in eine variszische oder erzgebirgische Streichung (Ost-Nordost Richtung West-Südwest) verwandelt. Dieser „Knick“ in der Hermudurischen Scholle bildet die „Hammaer Bucht“ in der Windleite, in welcher der Ort sich befindet und durch welchem der Hammaer Bach fließt.
Nördlich des Orts liegt die von der Helme durchflossene Niederungslandschaft Goldene Aue.
Durch den Ort selbst fließt der Hammaer Bach, ein Nebenbach des Flutgrabens, und somit der Helme.
Die UTM-Koordinaten des Hammaer Kirchturms Sankt Trinitatis (Dreifaltigkeitskirche) sind folgende: 32 U, 631,780 km E; 5699,227 km N (WGS 84).

### Umliegende Ortschaften
Im Norden befindet sich die Stadt Heringen, dahinter das Dorf Windehausen; im Nordosten inmitten der Goldenen Aue das Dorf Görsbach, im Osten Auleben, dahinter die Stadt Kelbra mit dem Stausee Kelbra. Im Südosten befindet sich das Gut Schersen, dahinter das Dorf Badra. Im Süden erstreckt sich der Höhenzug der Windleite, jenseits dieses Höhenzugs befindet sich die Stadt Sondershausen, im Südwesten das Dorf Großfurra, im Westen ebenfalls auf der anderen Seite der Windleite die Orte Rüxleben, Kleinfurra und Wolkramshausen. Im Nordwesten an der Nordabdachung des westlichen Teils der Windleite liegt Uthleben.

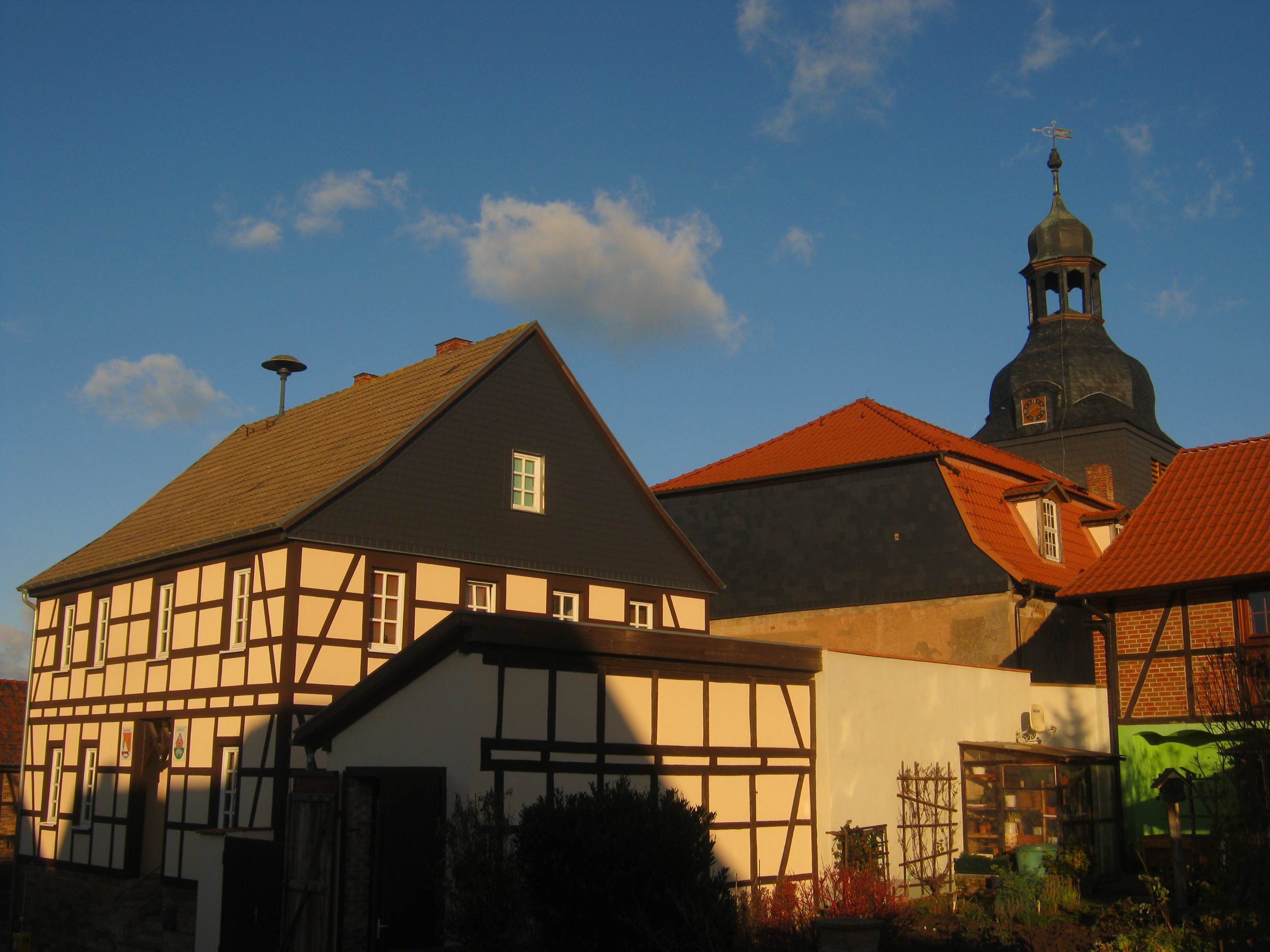
Gemeindehaus und Kirche Sankt Trinitatis zu Hamma

### Wüstungen
In der näheren Umgebung von Hamma befinden sich die folgenden Wüstungen.
Südwestlich im oberen Hammatal, nicht weit von der Kaffeemühle entfernt, lag einst der Ort „Rödchen“. Denselbigen Hammaer Bach abwärts in die Goldene Aue hinein nordöstlich von Hamma lag „Hörnchen“. Östlich von Hamma auf halbem Wege nach Auleben lag einst der Ort „Ritterode“. Im Südosten zwischen Auleben und dem Gut Schersen lag einst das Vorwerk „Buchholz“. Weit im Westen von Hamma, westlich des Passbergs an der Westabdachung der Windleite in der Nähe des Heiligen Bergs befand sich einst der Ort „Ascherswenden“. Im Nordwesten von Hamma, südwestlich von Heringen in der Nähe des Eichenbergs befand sich einst der Ort „Welkerode“.

### Verkehr

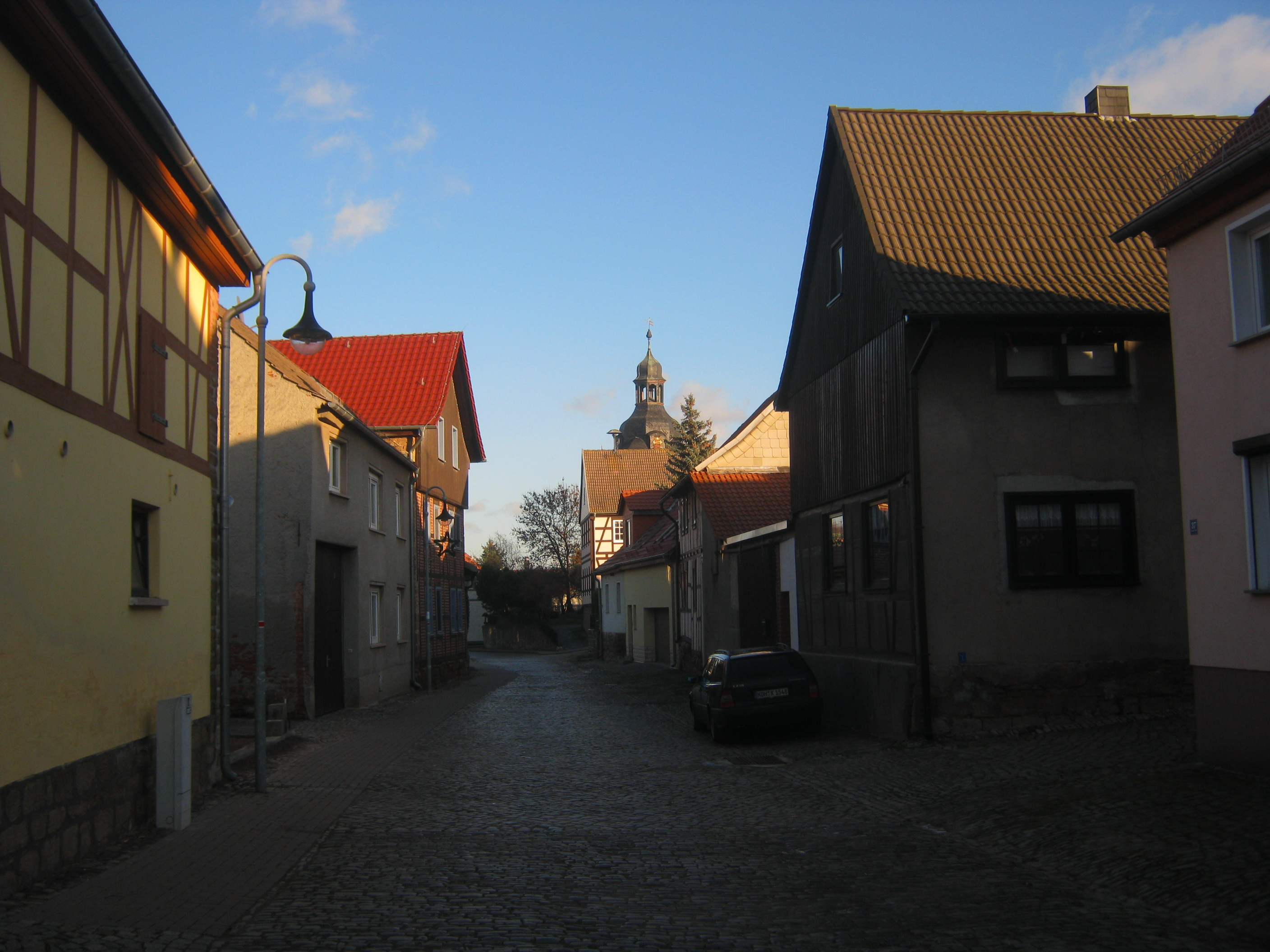
Auf der Hauptstraße in Hamma bei Nordhausen.

In Hamma gibt es 2 asphaltierte Straßen: Beide führen zur Landstraße L2079, welche Heringen mit Auleben verbindet. Eine führt nach Norden und nähert sich Heringen, die andere nach Osten, um sich Auleben zu nähern. Ein sehr gut befahrbarer Feld- bzw. Waldweg führt in südwestlicher Richtung das Hammatal hinauf über die Windleite nach Sondershausen. Hinter Heringen gibt es 2 Auffahrten auf die Bundesautobahn 38: Beide Auffahrten sind weniger als 10 km von Hamma entfernt. Eine nördlich von Windehausen, die andere weiter westlich nördlich von Uthleben. Der nächste Bahnhof befindet sich in Heringen an der Strecke Halle–Kassel. Regelmäßigen Busverkehr gibt es nach Nordhausen über Heringen, Uthleben und Sundhausen und nach Görsbach über Auleben; mit der Linie 20 der Stadtwerke Nordhausen. 

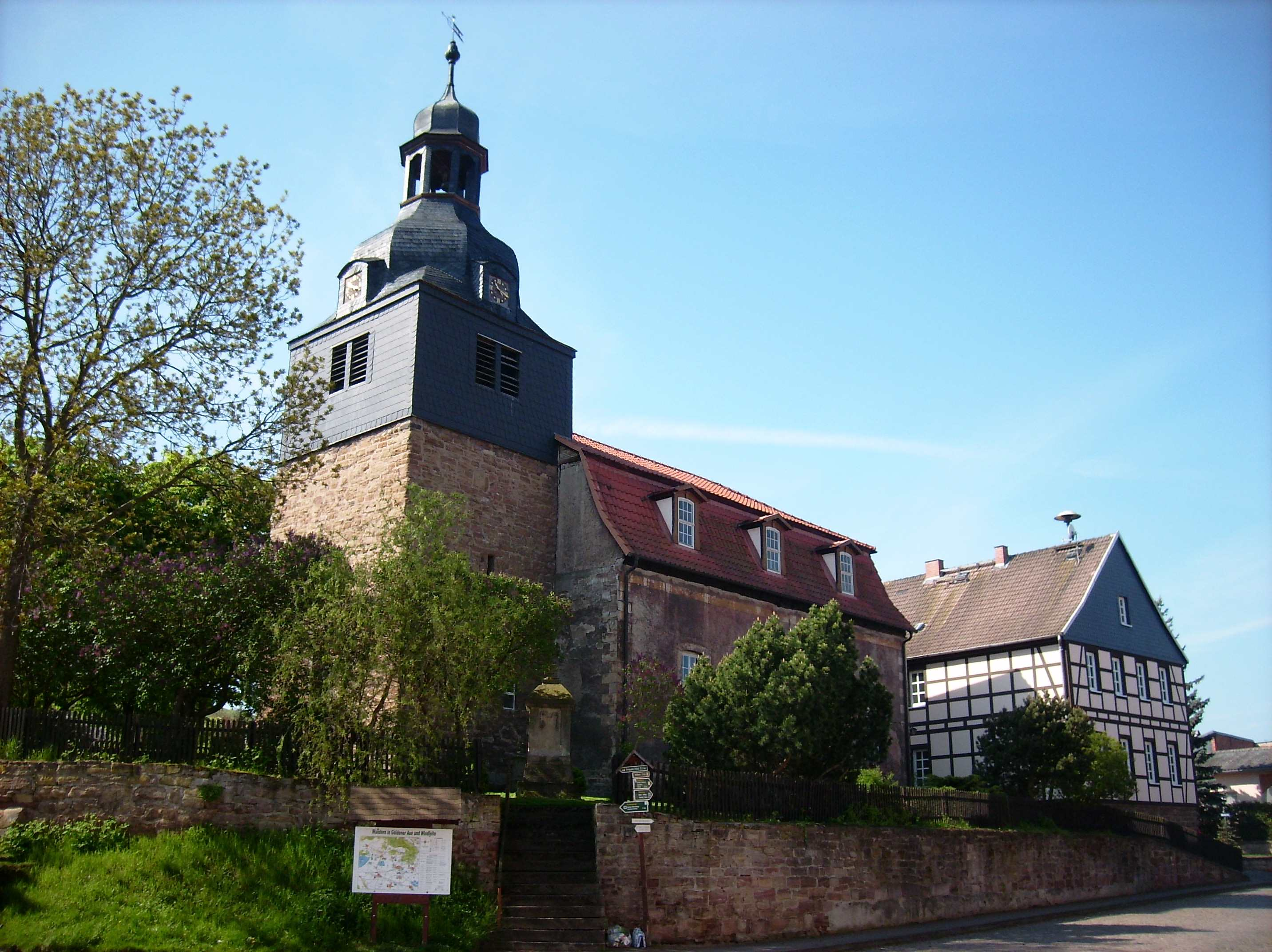
Kirche Hamma

## Geschichte

### Anfänge
Der Name des Ortes leitet sich vermutlich vom althochdeutschen hamma ab, das in Toponymen die Bedeutung „Winkel“, „winkelfömiges Gebiet an Flüssen“ bzw. „Bucht“ trägt. (die oben genannte „Hammaer Bucht“ der Windleite)
„Hamma“ bedeutet aber auch im hier ansässigen Nordthüringischen Dialekt „haben wir“ = „hamma“ oder „hammer“ oder „hahnme“, zumindest im 20. Jahrhundert.
Das Dorf Hamma gehörte wie alle anderen Orte der Goldenen Aue zum mittelalterlichen thüringischen Helmegau. Die erste urkundliche Erwähnung erfolgte im Jahr 1143.

### Rothenburger (vor 1223) und Beichlinger (1223– etwa um 1300)
Hamma gehörte zusammen mit Auleben, Görsbach, der Stadt Heringen und weiteren Ortschaften im Süden und Osten Nordhausens zum Amt Heringen, welches gemeinsam mit dem östlich benachbarten Amt Kelbra von frühester Zeit bis zum Jahre 1952 praktisch dieselbe äußere Verwaltungsgeschichte durchlaufen hat, also von den selbigen Fürstenhäusern bzw. zu selbigen innerdeutschen Verwaltungseinheiten gehörten. Vor dem Jahr 1223 etwa waren die Besitzer beider Ämter die Rothenburger, welche durch Kinderlosigkeit die Herrschaft im selben Jahr 1223 an die Grafen von Beichlingen vererbten. Zwischen 1223 und etwa um das Jahr 1300 herum gehörte das Amt Heringen zur Grafschaft Beichlingen. Die Rothenburger und Beichlinger saßen zu dieser Zeit auf der Rothenburg im Kyffhäusergebirge, hoch über der Stadt Kelbra. Etwa um 1300 herum wurde das Amt Heringen an die Grafschaft Hohnstein veräußert.

### Hohnsteiner (etwa 1300–1413)
Etwa um das Jahr 1300 herum verkaufte Graf Friedrich IV., Stifter der Linie Beichlingen-Rothenburg und Burggraf von Kyffhausen, das Amt Heringen an Graf Heinrich III. von Hohnstein. Nach 1330 wurde die Grafschaft Hohnstein aufgeteilt auf die Erben Heinrich IV. und seinen Vetter Dietrich IV., wobei Dietrich IV. Erblande Stifter der Linie Hohnstein-Heringen wurde, und somit auch Herr über Hamma. Dieser errichtete die Wasserburg Heingen und vergab zugehörigem Ort Heringen wenige Jahre danach die Stadtrechte, 1373 wurde die Grafschaft Hohnstein auf die Linien Hohnstein-Kelbra-Heringen und Hohnstein-Lohra-Klettenberg vollständig aufgeteilt.
Im Fleglerkrieg 1412 wurden große Teile der Grafschaft Hohnstein-Kelbra-Heringen zerstört.

### Wettiner, Stolberger und Schwarzburger (1413–1806)
Bereits 1413 musste nach dem Fleglerkrieg der Hohnsteiner Graf Dietrich IX seine Ansprüche auf die Ämter Kelbra und Heringen an die Thüringer Landgrafen Friedrich IV. der Streitbare, Willhelm II. und Friedrich IV. aus dem Hause Wettin überlassen. Der Graf blieb noch einige Jahre in einem Lehnsverhältnis. Im Jahre 1417 verstarb Dietrich IX. Graf zu Hohnstein (Linie Hohnstein-Kelbra-Heringen) ohne männliche Nachkommen. Damit wurden weiterhin als Lehen der wettinischen Landgrafen von Thüringen das Schloss, die Stadt und das Amt Heringen mitsamt umliegender Dörfer auf 4 Erben aufgeteilt: (1) Graf Botho, Herr zu Stolberg, (2) Graf Heinrich von Schwarzburg, Herr zu Arnstadt und Sondershausen, (3) der Schwester des Grafen Dietrich, Lutradis, Ehefrau des Heinrich VII. von Gera und Lobenstein und (4) der anderen Schwester, Elisabeth, Ehefrau des Gottschalk zu Plesse.
1432 und 1439 verkauften die Neffen Dietrichs IX. von Hohnstein-Heringen, Heinrich Reuß von Gera und Gottschalk von Plesse, ihre Anteile an Heringen ebenfalls an die Grafen von Schwarzburg und die Grafen zu Stolberg, welche von dieser Zeit an gemeinsam mit Stadt und Amt Heringen belehnt wurden. Mit dem neuen Lehnsbrief der sächsischen Herzöge Friedrich und Wilhelm vom Januar 1440 endet das Zeitalter der Hohnsteiner in der Goldenen Aue. Es blieben als Pfandnehmer nur noch die Stolberger und Schwarzburger, welche ihre Residenzen in Stolberg bzw. Sondershausen und Frankenhausen aufbauten.
Von da an wurde die Goldene Aue mit den Städten Heringen und Kelbra mitsamt umliegenden Dörfern in eine Randlage gedrängt, welche durch die geteilten Herrschaftsverhältnisse geprägt war und bis heute noch vorhanden ist.

### Napoleonische Zeit (1806–1815)
Mit der Schaffung des Rheinbund im Jahre 1806, dem Königreich Westphalen (1807) und der Schaffung des Königreich Sachsen (1806), dank eines Bündnisses des Kurfürstentums Sachsen mit Napoleon; lag das Amt Heringen mit umliegenden Dörfern im Rheinbund und somit durchgehend unter der Kontrolle Napoleons. Auf den historischen Karten aus dieser Zeit ist ersichtlich, dass Heringen weder im Königreich Westphalen, noch im Königreich Sachsen lag, aber ganz in ihrer Nähe und innerhalb des Rheinbundes, an welche sich spätestens im Jahre 1808 auch Schwarzburg und Stolberg angeschlossen hatten.
Im Jahr 1813 während der Koalitionskriege gegen Napoleon verloren viele Menschen aus Hamma ihr Hab und Gut, als russische Truppen zwischen Hamma und Auleben lagerten.

### PreußischeProvinz Sachsen(1815–1945)
Nach dem Sieg über Napoleon erfolgte der Wiener Kongress (1814–1815), wo die großen Siegerstaaten sich reichlich mit Territorien selbst bedienten. Preußen annektierte nicht nur weite Gebiete des Königreiches Sachsen, sondern auch bis dahin auch selbstständige Städte, geistliche Territorien und Kleinstaaten Thüringens, Hessens und des Rheinlandes; hier im Gebiet der Goldenen Aue die Grafschaft Stolberg, die freie Reichsstadt Nordhausen und die bisher unter gemeinschaftlicher Schwarzburger und Stolberger Herrschaft stehenden Ämter Heringen und Kelbra. Sämtliche ehemals sächsischen und thüringischen Annexionen wurden in der neu entstandenen preußischen Provinz Sachsen zusammengefasst. Beide Ämter gemeinsam mit der gesamten Grafschaft Stolberg und somit auch Hamma kamen an den 1816 gebildeten Regierungsbezirk Merseburg und dort an den Landkreis Sangerhausen (Provinz Sachsen), während die Grafschaft Schwarzburg-Rudolstadt Unterherrschaft Frankenhausen für den Verlust beider Ämter von Preußen eine Abfindung erhielt.
1917 beschädigte ein schweres Unwetter zahlreiche Gebäude, aber auch viele Brände in der Zeit richteten schweren Schaden an.
Mit dem Prozess zunehmender Industrialisierung und der Errichtung des öffentlichen Verkehrs begann auch die Zeit der täglichen Arbeitspendler, die Beschäftigung ehemaliger Kleinbauern in der Industrie in den nahen Städten Heringen und Nordhausen.

### Sowjetische Besatzung und DDR-Zeit (1945–1990)
Unter der sowjetischen Militäradministration wurde 1945 aus den preußischen Regierungsbezirken Merseburg und Magdeburg, dem dazwischenliegenden Freistaat Anhalt und den Braunschweigischen Territorien um Calförde und Blankenburg (Harz) kurzfristig eine neue „Provinz Sachsen“ gegründet, welche mit der Auflösung Preußens 1947 erstmals ein Land Sachsen-Anhalt geschaffen wurde. So kam auch die Ämter Heringen und Kelbra mit all ihren Dörfern als Teil des Landkreises Sangerhausen des Regierungsbezirk Halle-Merseburg in dieses neue Land Sachsen-Anhalt. Der preußische Regierungsbezirk Erfurt mit der Stadt Nordhausen und der umliegenden Kreis Grafschaft Hohnstein kam nach Thüringen. Am 7. Oktober 1949 wurde die DDR gegründet, am 23. Juli kam das Gesetz über die weitere Demokratisierung des Aufbaus und der Arbeitsweise der staatlichen Organe in den Ländern in der Deutschen Demokratischen Republik, in welchem die damaligen Länder ihre Kreise neu zu gliedern hatten und diese in mehrere Bezirke zusammenzufassen, um dann ihre Aufgaben auf diese zu übertragen. Dies wurde bereits zum 25. Juli 1952 umgesetzt. Es entstanden 14 Bezirke, aus 132 Kreisen wurden 217. (Kreisreformen in der DDR). Dabei wurde der westliche Teil des Landkreises Sangerhausen einschließlich dem gesamten historischen Amt Heringen dem neu gegründeten DDR-Kreis Nordhausen übertragen und kam somit zum Bezirk Erfurt.
Als Folge der Bodenreform nach dem Jahr 1945 wurden viele Privatbauern in LPG eingegliedert, die sich hauptsächlich auf Pflanzenproduktion und Tierproduktion stützten. Mit der zunehmenden Mechanisierung und Arbeitsteilung in der Landwirtschaft erhöhte sich der Anteil der täglichen Arbeitspendler für die Industrie und den Dienstleistungssektor in den Städten Heringen und Nordhausen.

### Hamma nach der Wiedervereinigung 1990 bis heute
Mit der Wiedervereinigung kam der gesamte ehemalige DDR-Bezirk Erfurt geschlossen ins neu gegründete Bundesland Thüringen, und so auch erstmals das Amt Heringen mitsamt Hamma.
1991 mussten die LPG Konkurs anmelden. Zur selben Zeit lösten sich auch die vielen staatlichen Betriebe in Nordhausen und Heringen auf, und die wenigen, die überlebten, mussten viel Personal entlassen. Die Arbeitslosigkeit stieg auf ein Rekordhoch. Es begann die Zeit der wöchentlichen und monatlichen Arbeitspendler in westdeutsche Großstädte oder ins europäische Ausland, letzteres vor allem im Baugewerbe.
Zum 1. Dezember 2010 schlossen sich die Stadt Heringen/Helme sowie die Gemeinden Auleben, Hamma, Uthleben und Windehausen zur neuen Stadt und Landgemeinde Heringen/Helme zusammen. Die Verwaltungsgemeinschaft Goldene Aue, der alle Gemeinden angehörten, wurde gleichzeitig aufgelöst.

### Bevölkerungsentwicklung
| Geschlecht | 1994 | 1995 | 1996 | 1997 | 1998 | 1999 | 2000 | 2001 | 2002 | 2003 | 2004 | 2005 | 2006 | 2007 | 2008 |
| ---------- | ---- | ---- | ---- | ---- | ---- | ---- | ---- | ---- | ---- | ---- | ---- | ---- | ---- | ---- | ---- |
| männlich   | 162  | 159  | 157  | 157  | 157  | 157  | 154  | 152  | 152  | 145  | 146  | 140  | 137  | 141  | 146  |
| weiblich   | 178  | 180  | 175  | 176  | 175  | 174  | 175  | 174  | 171  | 164  | 165  | 163  | 155  | 159  | 156  |
| insgesamt  | 340  | 339  | 332  | 333  | 332  | 331  | 329  | 326  | 323  | 309  | 311  | 303  | 292  | 300  | 302  |

## Partnergemeinde
- Hammah in Niedersachsen

## Sehenswürdigkeiten
- Trinitatiskirche

## Persönlichkeiten
- August Ferdinand Albert Eiteljörge (1864–1941), Heimatforscher

## Wappen
Das Wappen der Gemeinde Hamma besteht aus zwei Pappeln auf einer flachen Brücke. Der Hintergrund ist schräg geteilt. Das linke untere Feld ist silber, das rechte obere Feld ist orange. Früher standen zwei weithin sichtbare große alte Pappeln auf der Brücke der Straße zwischen Auleben und Heringen über dem Hammaer Bach. Dieses Wappen ist ein Versuch der Nachbildung des Wappens, welches über dem Eingang des Gemeindehauses hängt, früher Rat der Gemeinde Hamma.

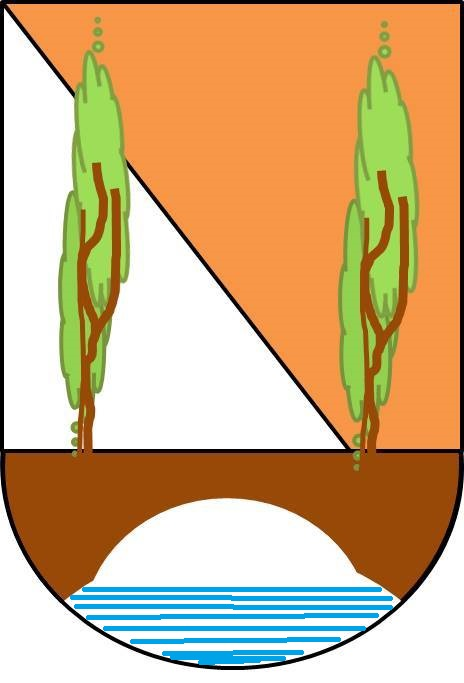
Wappen von Hamma